# سیسی (مجموعه تلویزیونی)
سیسی (ایتالیایی: Sissi) یک مجموعه تلویزیونی ۲ قسمتی محصول کشورهای ایتالیا، اتریش و آلمان در سال ۲۰۰۹ بوده است.